# 1840-е годы в театре
1840-е годы в театре

## События
В 1840 году основан Ясский национальный театр.

## Яркие постановки
- 28 июня 1841 года в Королевской академии музыки в Париже состоялась премьера балета «Жизель». В заглавной роли была Карлотта Гризи, графа Альберта исполнял Люсьен Петипа, а партию Мирты — Адель Дюмилатр.
- 1842 год — в Саратове, впервые в провинции, поставлена опера А. Верстовского «Аскольдова могила».[1]
- 2 января 1843 года — в Дрездене, в Дрезденской придворной опере, состоялась первая постановка оперы Рихарда Вагнера «Летучий голландец»[2].
- 12 июля 1845 года в присутствии английской королевы Виктории состоялась премьера балета Жюля-Жозефа Перро́ «Па де катр» на музыку Цезаря Пуни с четырьмя известнейшими балеринами того времени: Карлоттой Гризи, Марией Тальони, Люсиль Гран и Фанни Черрито.
- 11 августа 1845 года состоялась премьера балета «Своенравная жена» («Le Diable a quatre») Адольфа Адана, (сценарий А. де Лёвена, балетмейстер Ж. Мазилье).
- 1846 — премьера оперы Россини «Вильгельм Телль» в московском Большом театре.

## Знаменательные события
- 13 апреля 1841 года — в Дрездене открыт Оперный театр Земпера.
- 28 марта 1842 года — во Львове открыт театр Скарбека.
- 5 (17) ноября 1843 года — в Екатеринбурге открыт первый Городской театр.
- 4 апреля 1847 года — в Барселоне открыт театр «Лисео».
- 10 декабря 1847 года — в Вене открыт Карл-театр.

## Персоналии
- 1841 — балерина Анастасия Лихутина оставила сцену.

### Родились
- 24 сентября 1842 года в Париже — Эмма Ливри, артистка балета, солистка парижской Императорской Оперы; одна из последних балерин эпохи романтического балета.
- 4 июня 1844 — Кикугоро Оноэ 5-й, японский актёр, один из представителей театра Кабуки.
- 22 октября 1844 — Сара Бернар, французская актриса.
- 4 декабря 1844 — Павел-Фридрих Гердт, русский артист балета, балетмейстер, педагог, с 1865 года ведущий танцовщик Мариинского театра.
- 30 июня 1846 года в Падуе — Рикардо Дриго, итальянский и российский композитор, дирижёр.
- 25 января 1848 — Екатерина Оттовна Вазем, российская артистка балета, педагог.
- 16 мая 1848 — Коклен-младший, французский драматический актёр.
- 19 января 1849 — Владимир Николаевич Давыдов, российский и советский актёр, театральный режиссёр, педагог, заслуженный артист Императорских театров, народный артист РСФСР.
- 18 июня 1849 — Эммануэль Райхер, крупнейший немецкий актёр, игравший в театрах Вены и Берлина, в том числе в «Бургтеатре», «Лессинг-театре», Немецком театре Брама и «Малом театре» Рейнхардта. Гениально играл героев Ибсена, Гауптмана и Горького. Основал в Берлине Высшую школу драматического искусства.

### Скончались
- 12 ноября — Татьяна Сергеевна Карпакова, русская балерина.
- 5 декабря 1842 года в Париже — Огюст Вестрис, французский хореограф и танцовщик.
- 11 декабря 1843 года в Лионе — Казимир Делавинь, французский драматург.
- 25 ноября 1845 года в Нёйи-сюр-Сен — Луи Мило́н, французский артист балета, балетмейстер и педагог.
- 22 января 1846 года в Москве — князь Александр Александрович Шаховской, русский драматург и театральный деятель.